# موضة
الدُّرْجة أو الموضة أو الجَدِيلَة هي شكل من أشكال التعبير عن الذات والاستقلالية في فترة ومكان معينين وفي سياق محدد، من الملابس، الأحذية، نمط الحياة، الإكسسوارات، المكياج، تسريحة الشعر ووضعية الجسم. في الاستخدام اليومي، يشير المصطلح إلى نظرة تعرفها صناعة الأزياء على أنها تتجه. كل ما يعتبر موضة متاح وشائع من قبل نظام الموضة (الصناعة والإعلام).
كرد فعل على الإنتاج الضخم لسلع الملابس بأسعار منخفضة ونطاق عالمي، أصبحت الاستدامة قضية ملحة بين السياسيين والعلامات التجارية والمستهلكين.

## تاريخ الموضة
تاريخ الموضة يرجع إلى أزمنة موغلة بالقدم وقرون قديمة جدا وغابرة امتدت لحضارات عديدة كالحضارة الآشورية والفرعونية والفنيقية والرومانية، فحينما بدء اهتمام الإنسان بملبسة بدء التفكير في الموضة والاهتمام بها..ومن هنا بدأ الاهتمام أيضا بالمعابد وتنسيقها علي الموضة وكانت لكل حضارة موضه واسلوب خاص بها .
فالحضارة الفينيقية تميزت بأتقانها لصنع الملابس فتاجروا فيها في الكثير من بقاع العالم وذلك في الالف الرابعة ق.م

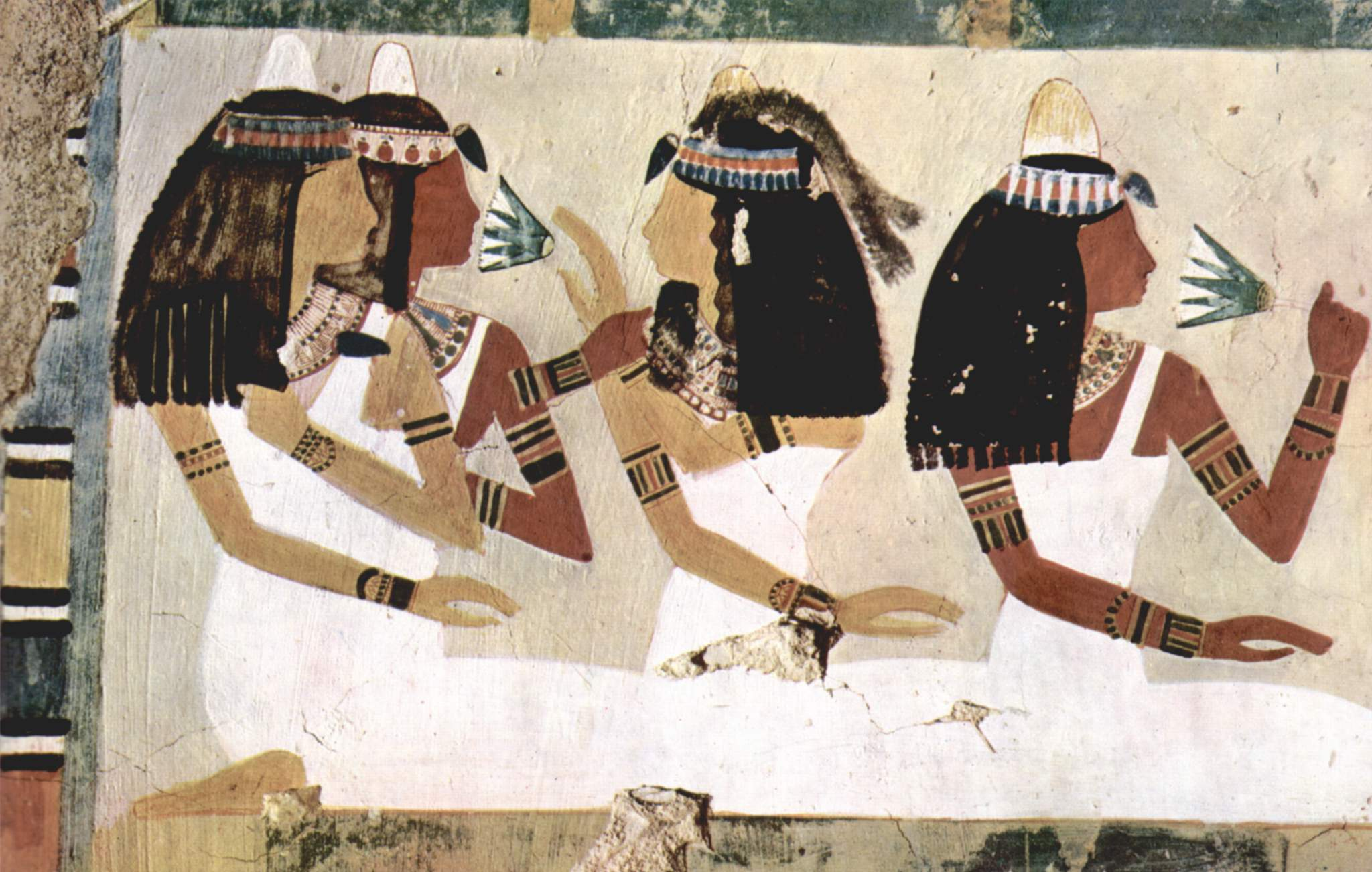
نساء يتبعون الموضة في مِصر القديمة

اما الحضارة المصرية فلقد تميزت بالالوان والرسوم سواء علي جدران المعابد أو علي الملابس واهتمت المرأة المصرية القديمة كثيرا بجمالها، فلقد كانت تهتم بزيناتها وملابسها كثيرا.
وفي اعقاب الثورة الفرنسية تتطورت الموضة بشكل كبير فظهرت الفساتين المنفوخة والمزركشة وتتطور الفن المعماري كثيرا خصوصا في القصور وليس المعابد كما كان سابقا
واهتمت الحضارة الاغريقية بالنقش علي الملابس فتعددت اشكال الملابس، وكانت هذه الرسوم تتحدد وفقا للفئة العمرية أو للانتماء الطبقي أو للمكانة الاجتماعية.
أصبحت الآن الموضة في القرن الحادي والعشرين تتميز بالتنوع والاختلاف بين دول العالم فأصبح هناك العديد من دور الازياء حول العالم تتنافس كلا منها في تقديم كل ما هو جديد، ومن أهم المدن المعبرة عن الموضة هي باريس فهي تعتبر عاصمة الموضة والازياء .
حيث تعتبر باريس موطن الماركات العالمية فيوجد لكل ماركة عالمية مخزن في باريس ومن أهم تلك الماركات شانيل، ديور، هرمس. وتوجد في باريس العديد من الاحداث التي تعبر عن الموضة اهمها هو (اسبوع الموضة).

## موضات الملابس

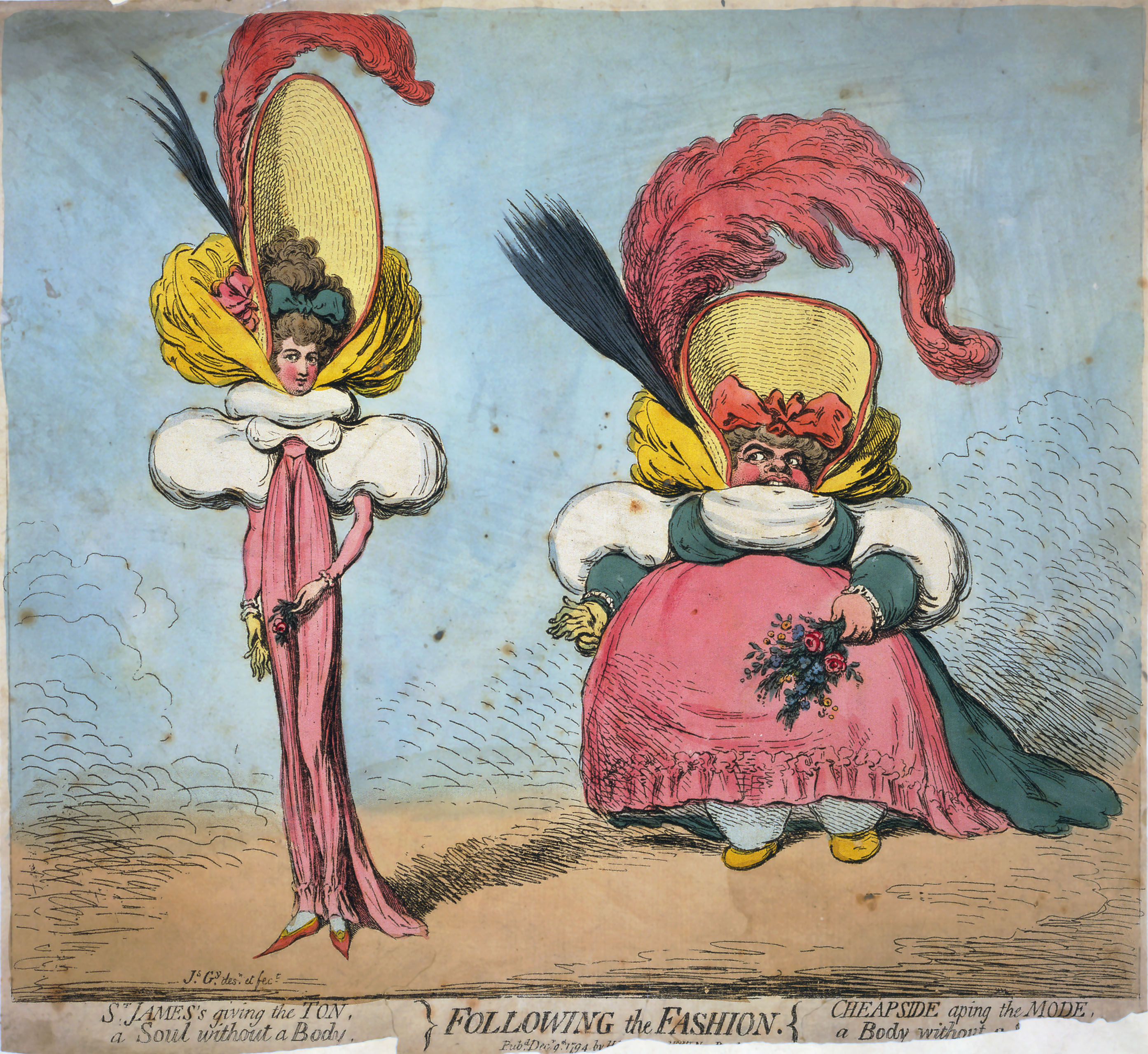
بداية الموضة في القرون القديمة.

قديماً كانوا السياح الغربيين كثيراً ما ينتبهون إلى غياب الموضة في كلاً من إيران وتركيا والهند والصين، ولاحظوا من مختلف هذه الثقافات أن الموضة الغربية غير ملائمة لهم، مما جعل الكثير يقترحون أن الثقافة الغربية غير مستقرة ومنعدمة النظام. قالت سكرتيرة أحد الحكام المحافظين في اليابان بتباهي وفخر لأحد الزوار الأسبان في عام 1609 أن الملابس اليابانية لم تتغير منذ ألاف السنين (معلومة غير دقيقة تماماً), مع ذلك فإن السُلالة الصينية منغ على سبيل المثال دليل ضخم على التغيير السريع في موضة الملابس. غالباً ما تأخذ التغيرات في الأزياء فترة من الوقت من الناحية الاقتصادية والاجتماعية (كالرومان في قديم الزمان والخلافة في العصور الوسطى), لكن تلتها فترة طويلة من دون أي تغييرات كبيرة أما في القرن الثامن في إسبانيا، قام الموسيقي المشهور زرياب بتقديم أزياء راقية استمدها من موطنه بغداد والهامة من القرطبة في الأندلس. تتنوع هذه الأزياء مابين الموسمية واليومية وأما في القرن الحادي عشر حصل تغيرٌ في الأزياء في مناطق الشرق الأوسط مشابه لما حصل في أسبانيا عندما قام الأتراك بتقديم أزياء من وسط آسيا والشرق الأقصى. كان التغير في منتصف القرن الرابع عشر في أوروبا بأنماط الملابس سريع ومتواصل، عندها قام المؤرخون بما فيهم جيمس وافر وبروديل فرناد بتوثيق بداية الأزياء الغربية في الملابس فكانت من أكثر المظاهر المثيرة التقصير والتضييق المفاجئ لملابس الرجال، فأصبح طولها من نصف الساق إلى ما بالكاد يغطي الأرداف وأحياناً ما تكون مرفقة بحشو في الصدر لبيدُ أكبر، ومن هذا أنشئ التصميم الرجالي الغربي المميز الذي يلبس فوق البنطال. تسارعت وتيرة تغيُر أزياء النساء والرجال في القرن التالي بشكل كبير خاصة في طريقة تسريح الشعر فقد أصبحت أكثرُ تعقيداً وتغيراً. أصبح لدى مؤرخي الفن قدرة على استخدام الموضة في الصور التي يرجع تاريخها إلى القرن الخامس عشر التي تزيد الثقة والدقة فيها. أدت التغيرات الأولية في الموضة إلى تجزئة ما كان متشابه جداً في أسلوب الملبس عبر الطبقات العُليا من أغنياء أوروبا وتطوير الأساليب الوطنية المميزة. بقيت هذه الأساليب المختلفة حتى جاءت حركة معارضة فَرضت في القرن السابع عشر حتى القرن الثامن عشر أساليبً متشابهة مرةً أخرى أغلبيتها ناتجة من النظام الفرنسي القديم، وعلى الرغم من أن الأغنياء عادةً ما يتبعون الموضة فإن ازدياد الثراء في أوروبا الحديثة قادت الطبقات الوسطى في المجتمع وحتى الفلاحين من التوجه نحو الموضة مما أدى إلى تقارب غير ملائم للطبقات العليا الغنية بحيث اعتبره بروديل عامل من العوامل الرئيسية في تغيير الموضة.

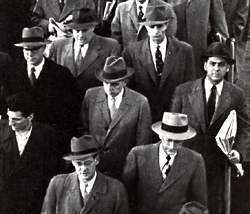
اختلاف القبعات بحسب اختلاف المدينة أو الدولة.

تُظهر عشرُ صور شخصية في القرن السادس عشر للألمانيين والإيطاليين لعشرُ قبعات مختلفة، وفي هذه المدة كانت الاختلافات الوطنية واضحة، كما دون ألبيرشت دورر في المقابل موضتة الحقيقية أو المجزئة من نورمبرج والبندقية في ختام القرن الخامس عشر.
بدأ الأسلوب الأسباني بالتراجع في نهاية القرن إلى التزامن بين طبقات الأوروبيين العليا، وبعد صراع في منتصف القرن السابع عشر، ترأس بحزم الأسلوب الفرنسي بحيث أنجزت هذه العملية في القرن الثامن عشر. على الرغم من تغَيُر ألوان وتصاميم الأقمشة من سنة إلى أخرى إلى أن تقصير معاطف الرجال وطول الصدرية أو تقصير التصميم لملابس النساء كانت تتغير ببطء شديد. استمدت أزياء الرجال عامةً من النماذج العسكرية والتغيرات في إطار صورة الذكور الأوروبية التي تثار في مسارح الحرب الأوروبية عندما حصلوا السادة الضباط على فرص في كتابة ملاحظات عن أنماط اللبس الأجنبية مثل Steinkirk وهي إما ربطة عنق أو كرفته. التُقطت وتيرة التغيير في عام 1780 مع ظهور زيادة انتشار النقش الفرنسي الذي أعتبر آخر صرعات الموضة في باريس وعلى الرغم من ذلك كان هناك توزيع لدمى من فرنسا كنماذج منذ القرن السادس عشر. قدم أبرهام بوس النقوش للأزياء في عام 1620 أما في عام 1800 أصبح جميع الأوروبيون الغربيون متشابهون في اللباس (أو أنهم كانوا) بحيث أصبح الاختلاف المحلي في البداية علامةً على الثقافة المحلية ومن ثم وساماً للفلاح المحافظ. لم يكن هنالك شك أيضاً من أن الخياطين والمفصلين مسئولين عن الكثير من الابتكارات فإن صناعة الأقمشة أرشدت بالتأكيد الكثير منهم. بدأ تاريخ تصميم الأزياء في عام 1858 عندما قام الأنجليزي تشارلز فريدريك وورث بفتح أول منزل لهوت كوتور في باريس. أُسس اسم منزل هوت من قبل الحكومة لمنازل الأزياء التي تلبي معايير الصناعة بحيث عليهم اتباع المعايير كإبقاء عشرون عاملاً على الأقل لصنع الملابس وإظهار مجموعتين من التصاميم كل عام في عروض الأزياء وعرض عدد معين من النماذج للعملاء. ومن ذلك الحين، أصبح خبير التصميم تدريجياً أكثر هيمنة على الرغم من أصول الموضات في شارع الموضة. ففي عام 1920 تميز أسلوب النساء الشابات بالتغيير الكبير في أساليب الموضة لعدة أعوام فبدأن بتقصير شديد لطول التنورة وتضييق أكثر للملابس مع إبقاء التنانير الطويلة في بعض المناسبات، أما الاختلافات حول أقصر طول للتنورة يظل المهيمن منذ ذلك الحين. ارتدين أيضاً قبعات النسوة التي كانت ملائمة بإحكام وتغطي الجبين في حين كانت أحذيتهن تحتوي على كعب وبعض الحلي المعدنية أما المجوهرات فكانت من أهم الأجزاء كأقراط الحلق والقلادات التي تحتوي على ألماس أو أحجار كريمة. كان النساء الشابات يعطين صورةً خاصة للجاذبية نسبة لقصر ملابسهن التي كانت ملائمة لمقاساتهن وكمية المجوهرات التي حول أعناقهن. إن العواصم الأربعة الرئيسية المتعارف عليها في الموضة الحالية هم باريس وميلان ونيويورك ولندن، فهم يعتبرون المقر الرئيسي لأعظم شركات الموضة ومشهورين بتأثيرهم الكبير على الموضة العالمية. فتعقد أسابيع الموضة في هذه المدن عندما يقوم المصمِمون بعرض مجموعات ملابسهم الجديدة للجمهور. أبقت سلسلة التصاميم الرئيسية مثل Coco Chanel و Yves Saint-Laurent باريس المركز الأكثر مشاهدة من قبل العالم، فتدعم هوت كوتور بالمال عبر البيع المباشر للمجموعات الأزياء والعطور التي لها نفس العلامة التجارية.

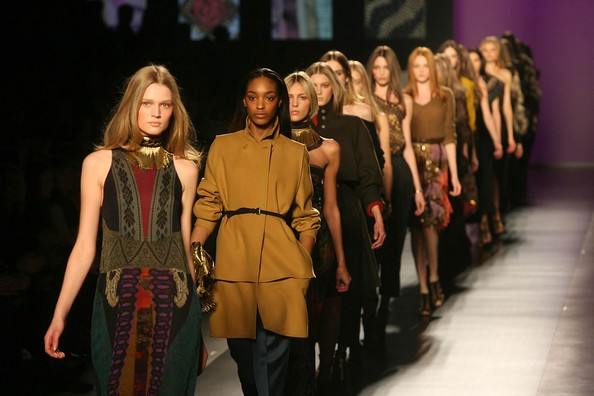
أسابيع الموضة.

أما غرب الولايات المتحدة فلديهم عدد كبير من الخيارات المتاحة لاختيار ملابسهم فما يختاره الشخص ليلبسه يمكنه أن يعكس شخصيته أو اهتماماته. فعندما يبدأ الناس الذين لديهم مراكز ثقافية مهمة بلبس ملابس جديدة أو مختلفة قد تبدأ موضة، فالناس اللذين يحبونهم ويحترمونهم يتأثرون بهم عن طريق أسلوب لبسهم الخاص ويبدأون بلبس ملابس مشابهة. من الممكن أن تتغير الموضة في المجتمع وفقاً للعمر والطبقة الاجتماعية والجيل والوظيفة وجغرافية المكان وكذلك مع مرور الوقت، فلو أن كبيراً في السن مثلاً يلبس وفقاً لموضة الشباب سيبدو مثيراً للسخرية في أعين كلاً من الشباب والكبار. إن اسم مصمم الأزياء أو ضحية الأزياء يشير إلى الشخص الذي يتبع الأزياء الحديثة بشدة. يمكن لأحدٍ ما أن يعتبر نظام الموضات الرياضية المختلفة كأزياء اللغات التي تدمج مختلف تعابير الأزياء باستخدام قواعد الموضة (قارن بعض أعمال رولان بارت). في الأعوام الأخيرة، أصبحت الموضة الآسيوية في تزايد مهم في الأسواق المحلية والعالمية فبلدان مثل الصين واليابان والهند وباكستان لديهم صناعة تقليدية كبيرة للأقمشة التي غالباً ما تكون محنكة من قبل المصممين الغربيين، لكن حالياً أسلوب الملابس الآسيوية اكتسب نفوذا وفقاً لأفكارهم الخاصة.

## صناعة الأزياء
صناعة الأزياء عبارة عن منتج من العصر الحديث فقبل منتصف القرن التاسع عشر معظم الملابس كانت معدة وقفاً لمواصفات الزبون، كانت تعد بالأيدي للأفراد إما إنتاجاً منزلي أو عن طريق المصممين والخياطين. أما في بداية القرن العشرين بدأت الملابس تباع بمقاييس ومعايير محددة بالإضافة إلى توحيد الأسعار بسبب ظهور تكنولوجيا جديدة كآلة الخياطة وزيادة الرأسمالية العالمية في تطوير المصانع ونوعية الإنتاج وانتشار أماكن البيع بالتجزئة مثل المتاجر، كما أصبحت صناعة الملابس في تطور في كلاً من أوروبا والولايات المتحدة الأمريكية أولاً، أما اليوم فهي صناعة عالمية، غالباً ما تصمم الملابس في دولة وتصنع في دولةٍ أخرى وتباع عالمياً. فمثلا شركة أزياء أمريكية قد تحضر الأقمشة في الصين وتصنعها في الفيتنام وتعرضها في إيطاليا ثمَ تشحنها لتعود بها إلى المستودعات في الولايات المتحدة الأمريكية من أجل توزيعها على متاجر البيع بالتجزئة عالمياً. لطالما كانت صناعة الملابس من أكثر الأعمال في الولايات المتحدة الأمريكية ولا تزال كذلك حتى القرن الواحد والعشرين، إلا أن هذه الأعمال انخفضت إلى حدٍ كبير في الولايات الأمريكية المتحدة وتوجهت إلى بلدان أجنبية خصوصاً الصين بسبب الإبلاغ عادةً عن بيانات صناعة الملابس للاقتصاديات العالمية والتعبير عنها في قطاعات تجارية خاصة، فيصعب حساب إجمالي الصناعة العالمية للأقمشة والملابس وعلى الرغم من ذلك تمثل الصناعة للحصول على جزء كبير من إنتاج العالم الاقتصادي بأية مقاييس. تتشكل صناعة الأقمشة من أربع مستويات: أولاً إنتاج المواد الخام الأساسية مثل الألياف والأقمشة والجلود والفراء، ثانياً إنتاج السلع عن طريق المصممين والمصنعين والمقاولين وغيرهم، ثالثاً بيع السلع بالتجزئة، رابعاً وأخيراً الإعلانات المختلفة للسلع. تتكون هذه المستويات من قطاعات تجارية منفصلة لكن متعاونة ومترابطة وجميعهم مخلصين لهدف واحد وهو إرضاء المستهلك ومتطلباته للثياب تحت شروط تمكن المشاركين في التصنيع من العمل على الربح.

## وسائل الإعلام
تقوم وسائل الإعلام بدور كبير عندما يتعلق الأمر بالأزياء فعلى سبيل المثال تعد صحافة الموضة جزء مهم من الموضة بحيث يمكن إيجاد كلاً من النقد التحريري والمبادئ التوجيهية والتعليق في المجلات والصحف وعلى التلفاز ومواقع إلكترونية مختصة بالموضة والمواقع الاجتماعية ومدونات الموضة. ففي السنوات الأخيرة أصبحت المدونات والفيديوهات في برنامج اليوتيوب أساسية في نشر أخر صرعات الموضة ونصائح الموضة، فمن خلال هذه المنافذ تعلم القراء والمشاهدين من جميع أنحاء العالم شيئاً عن الموضة من خلال جعلها سهلة الوصول جداً. في بداية القرن العشرين بدأت مجلات الموضة في استخدام صور للملابس من مختلف التصاميم فأصبحت أكثر تأثيراً على الناس وكثر رواج هذه المجلات في مدن مختلفة من أنحاء العالم كما أثرت تأثيراً عميقاً في الذوق العام للملبس. عندها قام الرسامون برسم لوحات أزياء رائعة للمنشورات التي تحتوي على أخر التطورات في الموضة والجمال ومن أشهر هذه المجلات مجلة La Gazette du Bon Ton التي تأسست في عام 1921 من قبل لوسيان فوغل ونشرت حتى عام 1925 (مع استثناء سنين الحرب). ربما كانت مجلة Vogue التي تأسست في الولايات المتحدة الأمريكية في عام 1892 الأطول عمراً والأكثرُ نجاحاً من مئات مجلات الموضة اللذين تأسسوا واندثروا. أدى زيادة الثراء بعد الحرب العالمية الثانية والأكثر أهمية من ذلك ظهور الطباعة الملونة في عام 1960 إلى زيادة عظيمة في مبيعاتها وتغطية واسعة للأزياء في المجلات النسائية للموضة وتبعتها المجلات الرجالية للموضة في عام 1990. إن النسخة الأصغر من مجلة Vogue للمراهقين تعتبر واحدة من أمثلة شعبيتها بحيث توفر آخر صرعات الموضة التي تعتبر هدف نحو تصميم الملابس الموازنة. اتبع مصممو الهوت كوتور هذا الإتجاة عن طريق بدء إنتاج الملابس الجاهزة للارتداء والعطور المعلن عنها بكثرة في المجلات، أما الآن فإن أعمالهم محصورة من قبل كونور الأصلية. بدأت التغطية التلفزيونية للموضة في عام 1959. في عام 1960 وعام 1970 أصبح ظهور بعض من أقسام الموضة في البرامج الترفيهية أكثر ألفة أما في عام 1980 ظهرت برامج مختصة بالموضة مثل تلفاز الأزياء. كان برنامج تلفاز الأزياء الرائد في هذا المجال ومنذ ذلك الحين أصبح الرئيسي في كلاً من تلفاز الأزياء وقنوات الإعلام الجديدة مقارنة مع غيرها من مجلات الموضة. على الرغم من تزايد تغطية التلفاز والإنترنت التي تضمن مدونات الموضة إلا أن تغطية الصحف بقيت الأكثر أهمية للإعلانات في أعين صُناع الأزياء. لكن في السنوات الأخيرة تطورت مواقع الإنترنت للموضة عن طريق دمج الكتابة التحريرية التقليدية مع المحتوى المقدم من المستخدمين فبدأت المجلات على شبكة الإنترنت مثل مجلة iFashion و Runway المدارة من قبل نول مارين بالهيمنة على السوق عن طريق النسخ الإلكترونية لأجهزة الكمبيوتر والأيفون والأيباد بحيث تشمل على سبيل المثال برامج كنظام أبل وأندرويد لمثل هذه التطبيقات. بعد أيام قليلة من اقتراب انتهاء أسبوع الموضة في نيويورك في عام 2010 قامت جينيفيف تاكس محررة الموضة التابع لمجلة جزيرة الموضة بنقد صُناع الأزياء لعملهم المجدول من تلقاء نفسهم على المواسم فكان إلى حدٍ كبير على حساب المستهلكين في العالم الحقيقي، بحيث كتبت: أن المصممين يطلقون أزياء الخريف في موسم الربيع ويطلقون أزياء الربيع في موسم الخريف وأن مجلات الموضة كمجلة Vogue تتطلع للمواسم القادمة فقط وتروج عن مواسم شهر سبتمبر بينما تصدر بعض من التعليقات القصيرة في شهر يناير «بالتالي فإن المتسوقين الأذكياء قد عُرفوا غالباً بكونهم حكيمين في مشترياتهم».

## الملكية الفكرية
لا يتم تطبيق الملكية الفكرية ضمن صناعة الأزياء كما هو الحال في صناعة الأفلام والموسيقى. ذكر روبرت جلاريستون، مختص في الملكية الفكرية التابع لمنظمة مختصة في الأزياء والماركات التجارية في ندوة للموضة أقيمت في لوس أنجلس أن قانون حق المؤلف المتعلق بالملابس قضية مثيرة للجدل في صناعة الأزياء فيجب علينا رسم خط فاصل لتوضيح الفرق بين مصممي الأزياء اللذين يستوحون تصاميمهم من تصاميم أخرى ومصممي الأزياء اللذين يقومون بسرقة تصاميمهم من أماكن مختلفة. إن التصاميم المستوحاة من تصاميم أخرى ساهمت في تأسيس ماركات جديدة في صناعة الأزياء ففي السنوات الأخيرة كانت WGSN المصدر المهيمن لأخبار الموضة وتتوقع أن الماركات العالمية سوف تكون مستوحاة من بعضهم البعض فجذب العملاء لشراء الملابس عن طريق تأسيس ماركات وموضات جديدة يعتبر عنصراً رئيسياً في نجاح هذه الصناعة بغض البصر عن مخالفة بعض الناس لهذا الرأي. إن قواعد الملكية الفكرية التي تتداخل مع عملية صناعة الماركات ربما تتعاكس مع إنتاجها، من ناحية أخرى تعتبر السرقة الواضحة للأفكار الجديدة والتصاميم المميزة وتفاصيل التصميم من قبل الشركات الكبرى سبباً في فشل العديد من شركات الموضة الصغرى والمستقلة. بما أن التصاميم المزيفة يمكن إدراكها من جودتها الكامنة إلا أن الطلب على السلع الكمالية لا يزال موجوداً، وبحيث أن حقوق الملكية للملابس والإكسسوارات لا تتم إلا للعلامات التجارية فقط فإن العديد من ماركات الأزياء تعتبرها واحدة من الجوانب الأكثر وضوحاً للملابس والإكسسوارات. ففي صناعة حقائب اليد خاصةً يقوم المصممون بنسج العلامة التجارية في القماش نفسه الذي تصنع منة الحقيبة أو في بطانة القماش مما يجعل العلامة التجارية عنصراً أصيلاً في الحقيبة. أقامت في عام 2005 المنظمة العالمية للملكية الفكرية مؤتمراً تدعو فيه إلى تشديد تنفيذ الملكية الفكرية في صناعة الأزياء لحماية أفضل للأعمال التجارية الصغيرة والمتوسطة وأيضاً لتشجيع القدرة التنافسية في صناعة الأقمشة والملابس. ربما تستعمل الأزياء للترويج لقضية ما مثل التشجيع للسلوك الصحي الذي يساعد في زيادة الدخل للحصول على علاج لمرض السرطان أو زيادة الدخل للجمعيات الخيرية المحلية أو جمعية حماية الأحداث أو لزيادة التبرعات لدار الأطفال المرضى. إن السبب القادم للأزياء هو التلوث بحيث يتم إعادة تصنيع النفايات كملابس ومجوهرات وقطع أزياء أخرى من أجل تعزيز وعي التلوث. هناك عدد كبير من الفنانين الحديثين لهذا السبب منهم Marina DeBris و Ann Wizer و Nancy Jud .

## الملاحظات
1. ↑  وهي من وضع مجمع مصر الأوّل، محمد عبده وعبد الله فكري وحفني ناصف والمويلحي وغيرهم سنة 1893م.